# Basserolis kimblae
Basserolis kimblae is een pissebed uit de familie Serolidae. De wetenschappelijke naam van de soort is voor het eerst geldig gepubliceerd in 1985 door Poore.